# 547年
| 千纪： | 1千纪 |
| 世纪： | 5世纪 \| 6世纪 \| 7世纪                                                                                                  |
| 年代： | 510年代 \| 520年代 \| 530年代 \| 540年代 \| 550年代 \| 560年代 \| 570年代                                                |
| 年份： | 542年 \| 543年 \| 544年 \| 545年 \| 546年 \| 547年 \| 548年 \| 549年 \| 550年 \| 551年 \| 552年                          |
| 纪年： | 丁卯年（兔年）；南朝梁中大同二年，太清元年；高昌章和十七年；东魏武定五年；西魏大统十三年；新罗建元十二年；万春国天德四年 |

## 大事记
- 西魏將長樂公主嫁與突厥族首領土門。
- 梁武帝蕭衍第四次出家，朝廷出資一億錢贖回。
- 東魏將領 侯景由於與東魏丞相高澄的矛盾，據河南十三州叛歸西魏，但西魏宇文泰對其不信任，侯景致函蕭衍，許願獻出河南十三州來投奔南朝梁。蕭衍接納了侯景，並任命他為大將軍，封河南王。

## 逝世
- 北魏、東魏權臣高歡（496年出生），逝世。
- 南朝梁廬陵威王蕭續（506年出生），逝世。